# ویا آلمانا
ویا آلمانا (به اسپانیایی: Villa Alemana) یک کومونه در شیلی است که در مارگا مارگا واقع شده‌است.

## خصوصیات
ویا آلمانا ۹۶٫۵ کیلومترمربع مساحت و ۱۱۶٬۰۹۷ نفر جمعیت دارد و ۱۴۳ متر بالاتر از سطح دریا واقع شده‌است.

## خواهرخوانده
شهر بیت‌لحم خواهرخواندهٔ ویا آلمانا هست.